# Tenuto

A tenuto egyik jellemző jelölése a hangjegy feletti vízszintes vonal

A tenuto egy zenei játékmód és ennek kottai jele. Az olasz eredetű szó jelentése tartva, kitartva. A jelölés értelmében a hangot kitartva kell játszani. A pontos megvalósítása függ a kontextustól, hatással lehet a hang hosszára és hangerejére is. A tenuto nem csupán az előadói gyakorlatban jelenik meg, hanem a kottában is szereplő előírás, így a zenemű része.

## Alkalmazása
- TenutoC-dúr diatonikus skála tenutóval előadva

Nem tudod lejátszani a fájlt?
A tenuto az egyik legkorábbi zenei jelölés, melyet már a St. Galleni Notker is megemlít egy 9. században kelt levelében. Írásában utal arra az akkor már kialakult alkalmazásra, hogy a hangjegy felett elhelyezett t-betűvel a hang kitartását, írják elő.
Mai jelölése történhet a hangjegy vagy ütem fölé írt tenuto szóval vagy annak ten. rövidítésével, illetve a hangjegy feletti vízszintes vonallal.
A konkrét játékmód, amit a tenuto előír többféle lehet, mely az adott zeneműtől függ. Jelentheti azt, hogy a hangot a teljes időmértékéig kell kitartani, de akár annál hosszabban is, rubatóval, azaz a ritmus enyhe módosításával. Más alkalmazásokban utalhat arra, hogy a hangot kissé hangsúlyosan, így a környezeténél kicsit nagyobb hangerővel kell előadni.